# Ulrich Karger
Ulrich Karger, nemški pisatelj, * 3. februar 1957, Berchtesgaden, Nemčija.

### Poezija & Proza
- Zeitlese, 1982
- Gemischte Gefühle, 1985, ISBN 3-925122-00-1
- Verquer, 1990, ISBN 3-900959-02-1, 2013, ISBN 978-1-4849-6221-3
- Mitlesebuch Nr.26, 1997
- KopfSteinPflasterEchos, (groteska proza), 1999, ISBN 3-932325-56-7
- Kindskopf - Eine Heimsuchung, (novela), 2002, ISBN 3-928832-12-3, 2012, ISBN 978-3-8448-1262-6
- Vom Uhrsprung und anderen Merkwürdigkeiten, (pravljica), 2010, ISBN 978-3-8391-6942-1
- Herr Wolf kam nie nach Berchtesgaden  - Ein Gedankenspiel in Wort und Bild. Satira (način pisanja), 2012, ISBN ISBN 978-3-8482-1375-7

### Otroška literatura
- Familie Habakuk und die Ordumok-Gesellschaft, 1993, ISBN 3-414-83534-7
- Dicke Luft in Halbundhalb, 1994, ISBN 3-414-83602-5, 2011, ISBN 978-3-8391-6460-0
- Homer: Die Odyssee, 1996, ISBN 3-429-01809-9, 2004, ISBN 3-12-262460-5
- Geisterstunde im Kindergarten, 2002, ISBN 3-314-01151-2

(en) prevedla J. Alison James: The Scary Sleepover, 2002, ISBN 0-7358-1712-x
(fr) prevedla Anne Ruck-Sultan: Halloween à l'école, 2002, ISBN 3-314-21536-3
(it) prevedla Alessandra Valtieri: Halloween all'asilo, 2002, ISBN 88-8203-504-2
(nl) prevedla Sander Hendriks: Spoken in de speelzaal, 2002, ISBN 90-5579-684-0
(sl) prevedla Andreja Sabati-Šuster: Ples duhov v otroškem vrtcu, 2002, ISBN 86-7823-284-6

### Uredništvo
- Briefe von Kemal Kurt (1947−2002) − mit Kommentaren, Nachrufen und Rezensionen, 2013 ISBN 978-1-4818-7999-6
- Bücherwurm trifft Leseratte – Geschichten, Bilder und Reime für Kinder. Avtorji: Gabriele Beyerlein, Thomas Fuchs, Ulrich Karger, Manfred Schlüter, Christa Zeuch. Ilustracije: Manfred Schlüter. 2013, ISBN 978-3-7322-4393-8.
- Bücherwurm trifft Leseratte 2 – Neue Geschichten und Gedichte für Kinder. Forfattere: Gabriele Beyerlein, Dagmar Chidolue, Thomas Fuchs, Uschi Flacke, Ulrich Karger, Manfred Schlüter, Sylvia Schopf, Pete Smith, Christa Zeuch. Illustrasjoner: Manfred Schlüter. Paperback 2016, ISBN 978-3-8423-8326-5.
- Peter Karger: Berchtesgadener Panoptikum – Eine Bilderserie. Paperback 2014, ISBN 978-1-5052-6382-4.
- Kolibri: Das große Zeichenbuch – 1975-2000. Paperback 2016. ISBN|978-1-5301-4102-9.
- SchreibLese : Ansichten – Absichten – Einsichten. Forfattere: Gabriele Beyerlein, Ulrich Karger, Manfred Schlüter, Pete Smith, Ella Theiss, Christa Zeuch. Illustrasjoner: Manfred Schlüter. Paperback 2022,  ISBN 978-3-347-66464-7.